# Al Kahil
Al Kahil (arabiska: الكحل) är en by i Al Jazer, Al Wusta Governorate, i södra Oman.  År 2020 hade byn en befolkning av 1547. 